# Economia post-scarsità
Con post-scarsità si identifica in economia e in sociologia un'ipotetica realtà nella quale beni, servizi e informazioni sono producibili in grandi quantità e con il minimo impiego di forza lavoro, rendendoli così universalmente accessibili a prezzi bassissimi o addirittura gratis. Per il raggiungimento di tale stato è necessario l'impiego di un sofisticato sistema di riciclaggio, il quale insieme ad avanzati procedimenti industriali automatizzati consenta una rapida trasformazione delle materie prime in beni di consumo.
Il concetto di post-scarsità non indica una completa eliminazione della scarsità per tutti i beni, bensì un modello economico in cui tutti i consumatori riescano a soddisfare i propri bisogni primari e parte dei propri desideri in maniera gratuita. Molti autori indicano come alcuni beni, in particolare quelli rari o di lusso, rimarranno a disponibilità limitata (e quindi a pagamento) anche in una società post-scarsità.

## Mezzi per il raggiungimento

### Tecnologia teorica
La maggior parte degli studiosi concorda sul fatto che il raggiungimento di una società post-scarsità possa attuarsi solo in presenza di nuove tecnologie che permettano la creazione rapida e in massa di beni di consumo. Alcune forme più teoriche delle nanotecnologie speculano circa la possibilità di creare assemblatori molecolari, dispositivi capaci di guidare le reazioni chimiche tramite il posizionamento di molecole reattive, creando così molti beni necessari con un intervento umano scarso o nullo.
Per quanto riguarda l'approvvigionamento di materie prime e dell'energia necessaria ad alimentare questi nuovi metodi di produzione, molti ipotizzano che in futuro, grazie ai passi avanti nelle esplorazioni spaziali, sarà possibile la costruzione di impianti minerari automatizzati e autoreplicanti all'interno della cintura asteroidale o su altri pianeti dove tali risorse sono presenti in abbondanza. Nuove fonti energetiche, quali ad esempio la fusione nucleare o l'impiego di satelliti dotati di pannelli fotovoltaici, permetterebbero di produrre energia in quantità nettamente superiori agli attuali consumi.

### Abbondanza digitale
Richard Stallman, programmatore statunitense fondatore del progetto GNU, che permette ai propri utenti la replicazione gratuita del software libero, ha citato fra le proprie motivazioni l'eventuale creazione di una società post-scarsità.
(Richard Stallman, "Manifesto GNU")

## Filosofia

### Marxismo
Karl Marx, in un passaggio della sua opera Grundrisse noto come "Frammento sulle Macchine" sostiene che la transizione ad una società post-capitalista, assieme a progressi tecnologici nel campo dell'automazione avrebbero permesso significative riduzioni nella quantità di forza-lavoro richiesta per la produzione dei beni necessari, fino al raggiungimento di un punto nel quale tutti avrebbero avuto a disposizione ampie quantità di tempo libero da dedicare alle scienze, alle arti e ad altre attività ricreative; ciò sarà in seguito identificato da alcuni studiosi come una prima postulazione di post-scarsità. Marx asseriva che il capitalismo era direttamente dipendente dallo sfruttamento del pluslavoro generato dai lavoratori per la creazione di profitto, mentre una società post-capitalista avrebbe permesso il libero sviluppo dell'individuo.
Il concetto marxista di società comunista post-capitalista include la distribuzione gratuita dei beni, circostanza resa possibile dall'abbondanza di beni derivata dall'automazione. Secondo il filosofo tedesco, il socialismo, fase precedente al completo comunismo, avrebbe permesso lo sviluppo di tecnologie produttive e che, grazie ai livelli sempre crescenti di automazione, avrebbero reso possibile la distribuzione gratuitamente di un numero crescente di beni.
Marx non riteneva che in una società capitalista l'eliminazione della maggior parte del lavoro fisico grazie esclusivamente al progresso tecnologico fosse possibile, poiché riteneva che quest'ultima avesse delle particolari caratteristiche le quali avrebbero contrastato l'aumento dell'automazione e prevenuto lo sviluppo di questa oltre un dato limite, cosicché il lavoro manuale non si sarebbe potuto eliminare se non per mezzo di una rivoluzione proletaria.

#### "Comunismo di lusso totalmente automatizzato"
Negli anni duemiladieci, in particolar modo grazie alla diffusione della vaporwave, ha avuto ampia diffusione sulle reti sociali, principalmente fra gli individui di sinistra l'idea del "comunismo di lusso totalmente automatizzato" (in inglese: Fully Automated Luxury Communism), il quale dovrebbe essere implementato nelle prime colonie extraterrestri. Sebbene abbia visto il proprio sviluppo prevalentemente come meme satirico, è considerato sinceramente da parte di molti come un tipo di società ideale.

## Nella cultura di massa
- La Trilogia di Marte di Kim Stanley Robinson: nel corso di tre romanzi, l'autore esplora la terraformazione del pianeta rosso e la nascita su di esso di una società post-scarsità.
- All'interno del ciclo letterario di Expanse, e anche dell'omonima serie televisiva, la Terra del futuro è presentata come una società post-scarsità, anche se sono riconoscibili più le forme di una sorta di "post-occupazione": tutti gli abitanti, infatti, ricevono uno reddito di base erogato da un governo mondiale e un alloggio pubblico, ma per molti questo costituisce l'unica forma di reddito in quanto solo in pochissimi riescono ad avere un lavoro che possa essere definito come tale.
- L'era del diamante di Neal Stephenson è ambientato in un mondo che ha raggiunto la post-scarsità senza che però tutti i suoi abitanti ne godano in egual misura i privilegi.